# Bolārghū
Bolārghū (persiska: بُلارغو, بلارغو) är en ort i Iran.   Den ligger i provinsen Västazarbaijan, i den nordvästra delen av landet, 600 km väster om huvudstaden Teheran. Bolārghū ligger 1 790 meter över havet och antalet invånare är 321.
Terrängen runt Bolārghū är lite bergig.Runt Bolārghū är det ganska tätbefolkat, med 185 invånare per kvadratkilometer. Närmaste större samhälle är Qūshchī, 13,1 km öster om Bolārghū. Trakten runt Bolārghū består i huvudsak av gräsmarker.